# Akademisches Leichenbegängnis

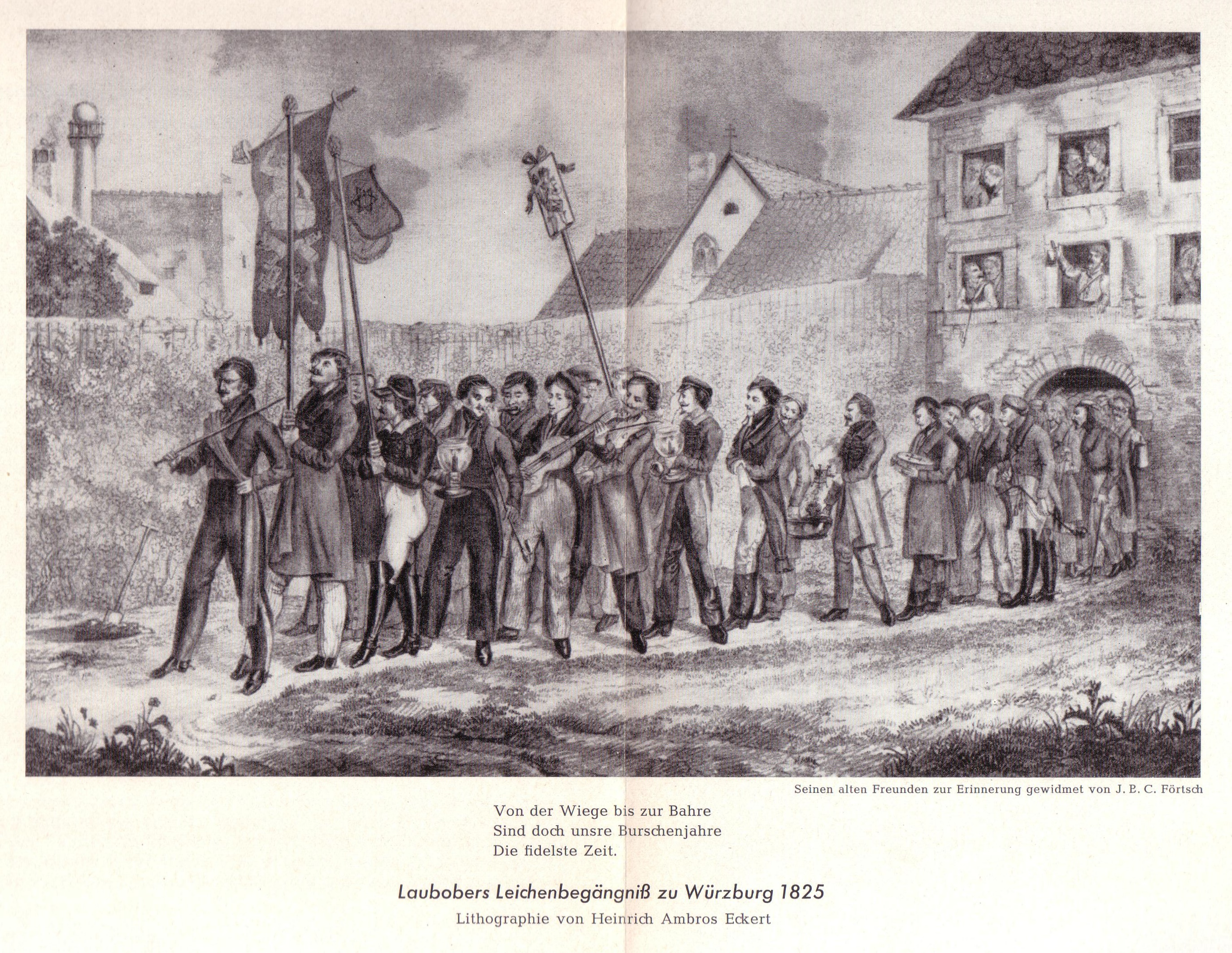
Laubobers Leichenbegängnis
(Würzburg 1825)

Akademische Leichenbegängnisse waren Trauerzüge zur Ehrung verstorbener Professoren und Studenten. Der Brauch stammt aus dem 13. Jahrhundert und hielt sich an deutschen Universitäten vereinzelt bis in die Zeit der Weimarer Republik.

## Geschichte und Bedeutung

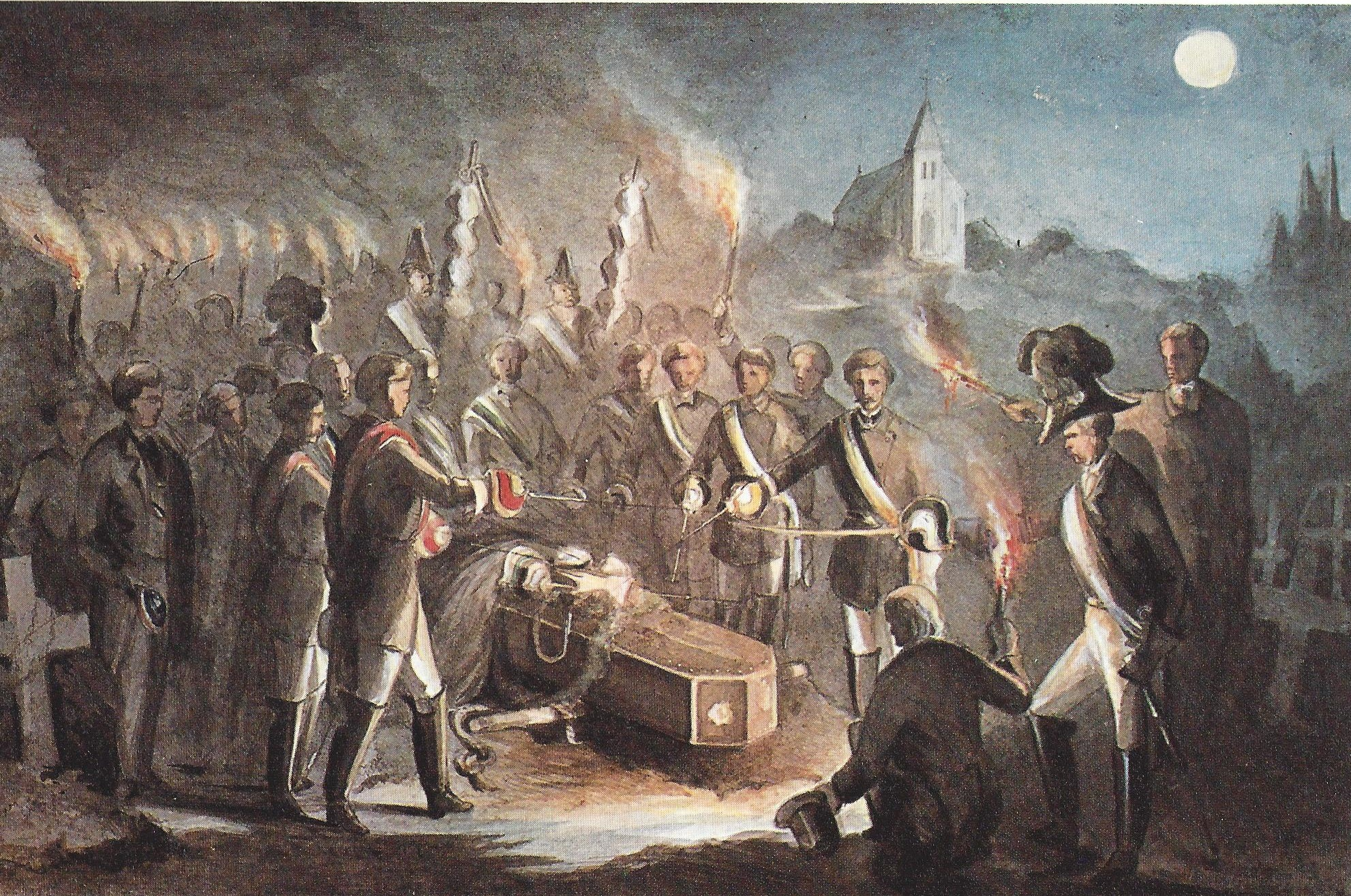
Beerdigung eines Sachsen-Preußen (E. Fries, 1861)

Bereits in der Zeit der Mittelalterlichen Universitäten ist der Brauch des Leichenbegängnisses im speziell universitären Kontext belegt: So wurden beispielsweise bereits um 1200 förmliche Statuten für Leichenbegängnisse an der Universität Paris eingeführt. Über lange Zeit waren sie die einzige Form universitärer Selbstdarstellung. Mithilfe der in Folge abgedruckten dort gehaltenen Leichenpredigten konnten sich die Universitäten auch überregional darstellen. Für einen im Amt gestorbenen Rektor (Prorektor) wurden besonders aufwändige Leichenbegängnisse abgehalten.
Das Recht auf ein eigenständiges Leichenbegängnis gehörte für die Studentenschaft zur Akademischen Freiheit: Für den verstorbenen Kirchenrechtler Johann Salomon Brunnquell (1735) richtete die Universität Göttingen ein Leichenbegängnis aus. Die Studenten sollten gemeinsam mit Bürgern der Stadt hinter dem Stadtrat marschieren. Auf ihren Protest blieb der Rat dem Leichenbegängnis fern; er entschuldigte sich bei den Studenten. Aufgrund dieser Abgrenzung von Student und Bürger entwickelte sich ein studentischer Brauch, der sich von den Leichenbegängnissen unterschied. Historisch bedeutsam ist vor allem die Tatsache, dass mit studentischen Leichenbegängnissen nicht nur herausragende Persönlichkeiten geehrt wurden, sondern auch während des Studiums gestorbene Studenten. Das betonte und verdeutlichte die Sonderstellung der Studenten in der Gesellschaft bis in das 19. Jahrhundert.
In welcher Reihenfolge ein Leichenbegängnis (auch akademische Totenweihe, burschikose Abfahrt oder Sprung in’s Dunkle) stattfinden sollte, war in der Studentenschaft immer wieder umstritten. Um sie prügelten sich Tübinger Studenten beim Leichenbegängnis für den Kanzler Johann Friedrich Cotta am 4. Januar 1780, was für den Anführer eine Karzerstrafe nach sich zog. Üblicherweise war der Pedell für die Ausrichtung der akademischen Leichenbegängnisse verantwortlich. Vollmann schildert in seinem Burschicosen Wörterbuch das Leichenbegängnis für einen gestorbenen Studenten, das Kommilitonen bei der Universität angemeldet hatten:

„Ein schwarzbehängter Vierspänner fährt mit zwei Chargierten voran, diese sind in schwarzem Wichs, von Chapeaux d’honneurs und Paradeschlägern umgeben. Es folgt der schwarzumflorte Totenwagen, gefolgt von einem Vierspänner mit Chargierten. Dahinter die Totenmusik, gefolgt von den Studenten, in zwei Reihen mit Fackeln marschierend. Bei dumpfer, langsamer Musik bewegt sich der Zug zum Friedhof, wo der Tote von vier Studenten in das Grab herabgelassen wird. Nach dem Singen von Studentenliedern, werden auf dem Markt die Fackeln verbrannt, eine Totenparade geschlagen und ein Gaudeamus igitur gesungen. Im Anschluss gehen alle ruhig nach Hause.“

Während eines akademischen Leichenbegängnisses durften keine Vorlesungen stattfinden.

### Bonn
Ein Leichenbegängnis an der Rheinischen Friedrich-Wilhelms-Universität Bonn wurde im Sommersemester 1894 zum Schauplatz des Kulturkampfes. Obwohl ihnen die Teilnahme untersagt worden war, drängten sich die aus der Vollversammlung der Studentenschaft ausgetretenen katholischen Verbindungen in den Trauerzug für Emil Dreisch, Professor an der Landwirtschaftlichen Akademie Poppelsdorf. Aus Furcht vor ähnlichen Demonstrationen und möglichen Schlägereien untersagte die Universitätsleitung im Sommersemester 1896 aus Anlass des Leichenbegängnisses für Carl Maria Finkelnburg der gesamten Studentenschaft die Teilnahme am Leichenzug.

### Göttingen

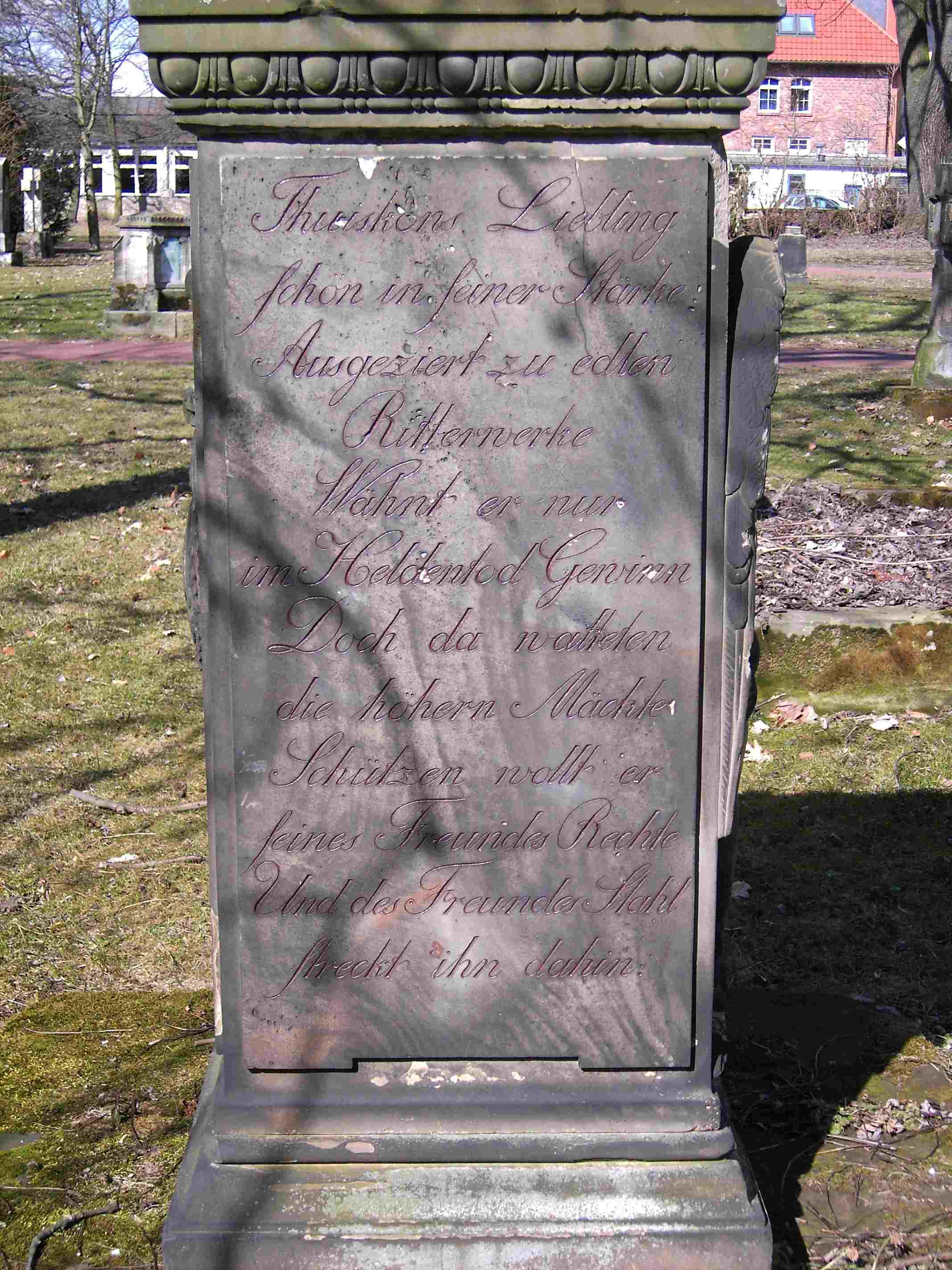
Grabmal Adolph von Stralendorffs

Viele Studenten der Georg-August-Universität Göttingen, darunter Karl von Hahn und Adolph von Stralendorff, wurden mit Leichenbegängnissen geehrt. Ihre Grabmale auf dem Bartholomäusfriedhof sind erhalten. Für die Zeit von 1735 bis 1800 sind 294 studentische Leichenbegängnisse für die Universität Göttingen dokumentiert. Henry Wadsworth Longfellow berichtete in der handschriftlich von amerikanischen Studenten in Göttingen herausgegebenen Old Dominion Zeitung über ein solches Begräbnis im Februar 1829. Ablauf und Kleidung von studentischen Leichenbegängnissen waren im Comment des Göttinger Senioren-Convents festgelegt:

„Ist ein Mitglied oder ein Wilder irgendeiner Landsmannschaft gestorben und diese will ihm mit einem feierlichen Zuge zu Grabe geleiten, so sind die übrigen Landsmannschaften verpflichtet, daran Theil zu nehmen. Ohne begründete Ursache darf sich kein  Mitglied davon ausschließen. Die Chargen dabei sind: Generalanführer, Generalbeschließer, vier Marschälle, zwölf Chapeaux d’honneur. Die Ordnung des Zuges ist folgende: Das Chor der Musikanten geht vor dem Sarge her, an dessen beiden Seiten die Chapeaux d’honneur sich befinden. In angemessener Entfernung hinter dem Sarge folgt der Generalanführer mit zwei Marschällen, dann der Zug, der sich mit dem Generalbeschließer und zwei Marschällen endigt. Der Generalanführer trägt einen Stürmer mit einem Besatz von weißen Plümen, ganz schwarzen Anzug, Frack und seidne Strümpfe. Von der rechten Schulter herab bis in die linke Seite über die Hüfte geht ein weißer Flor, der sich in eine Schleife endigt. Um das Gefäß des Degens wird ein schwarzer Flor gewunden. Die Marschälle tragen gleichfalls Stürmer, jedoch mit schwarzen Plümen. Ebenso ist der Flor um den Leib schwarz. Im übrigen sind sie wie die ersteren gekleidet. In der Hand tragen sie einen Trauerstab mit schwarzem Flor umwunden. Die Chapeaux d’honneur gehen Chapeau bas mit einem schwarzen Trauerflor am Hut und um den Arm. Die übrigen Adjutanten gehen gleichfalls ganz schwarz, tragen Stürmer und Parisiens. Alle übrigen tragen dunkle, wo möglich schwarze Fracks und dunkle Unterkleider. Die Kopfbedeckung ist willkürlich. Nur darf niemand eine Mütze, von welcher Art sie sei, aufsetzen. An allen diesen Aufzügen dürfen auch Wilde teilnehmen, jedoch dürfen sie keine Chargen dabei bekleiden.“

Die Chapeaux d’honneur beschreibt Daniel Ludwig Wallis in seinem studentischen Wörterbuch Gebräuchlichste Ausdrücke und Redensarten der Göttinger Studenten 1813 wie folgt: 

„Chapeaux d’honneur zu seyn, ist ein Ehrenamt das vorzüglich bey feyerlichen Leichenzügen und beym Vivatbringen vorkommt. Dort sind es diejenigen, welche am Leichenwagen hergehen, und das Leichentuch berühren; ihrer sind gewöhnlich vierzehn. ... Ihr Anzug ist schwarz, dergl. seidene Strümpfe, ein Stürmer unter dem Arm, und ein Cour-Degen an der Seite.“

### Tübingen
An der Eberhard Karls Universität Tübingen waren Leichenbegängnisse in der akademischen Leichenordnung geregelt. Am Leichenbegängnis für den Orientalisten Christian Friedrich Seybold am 29. Januar 1921 nahmen danach die offiziellen Vertreter in Amtstracht teil. Die Reihenfolge im Trauerzug war wie folgt festgesetzt:
1. Musikkapelle
2. Leichenwagen
3. Dritter Pedell
4. Studenten
5. Zweiter Pedell
6. Zu Fuß gehende Beamte und Lehrer der Universität
7. Sonstige zu Fuß gehende Leidtragende
8. Wagen mit den fungierenden Geistlichen und den nächsten Anverwandten
9. Wagen der Universitätsvertreter
10. Wagen der geladenen Ehrengäste
11. Wagen etwaiger weiterer Universitätsvertreter (Fakultäten)
12. Wagen der von der Familie geladenen Teilnehmer